# Танеевка (Пензенский район)
Танеевка — село в Пензенском районе Пензенской области России. Входит в состав Краснопольского сельсовета.

## География
Село находится в центральной части Пензенской области, в пределах Приволжской возвышенности, в лесостепной зоне, при автодороге Р158, на расстоянии примерно 11 километров (по прямой) к северо-западу от села Кондоль, административного центра района. Абсолютная высота — 226 метров над уровнем моря.

### Климат
Климат характеризуется как умеренно континентальный, с умеренно холодной продолжительной зимой и относительно тёплым летом. Средняя температура воздуха самого тёплого месяца (июля) — 18,8 °C (абсолютный максимум — 40 °C); самого холодного (января) — −13 — −12 °C (абсолютный минимум — −47 °C). Безморозный период длится от 117 до 133 дней. Среднегодовое количество атмосферных осадков варьируется от 467 до 604 мм, из которых большая часть выпадает в тёплый период.

### Часовой пояс
Село Танеевка, как и вся Пензенская область, находится в часовой зоне МСК (московское время). Смещение применяемого времени относительно UTC составляет +3:00.

## Население
| 1748 | 1795 | 1859 | 1884 | 1894 | 1914 | 1921 |
| ---- | ---- | ---- | ---- | ---- | ---- | ---- |
| 120  | ↗200 | ↗347 | ↘311 | ↘291 | ↗300 | ↗475 |
| 1930 | 1939 | 1959 | 1979 | 1989 | 1996 | 2002 |
| ↗480 | ↘475 | ↘248 | ↘139 | ↘120 | ↘111 | ↘92  |
| 2010 |      |      |      |      |      |      |
| ↘64  |      |      |      |      |      |      |

### Национальный состав
Согласно результатам переписи 2002 года, в национальной структуре населения русские составляли 95 % из 92 чел.